# Dave Matthews
David John Matthews, (Johannesburgo, Sudáfrica, 9 de enero de 1967) es un cantante y guitarrista nacionalizado estadounidense, ganador del Grammy por su labor como cantante y guitarrista de la banda Dave Matthews Band. 
También realizó trabajos solistas, muchos de los cuales contaron con la colaboración de Tim Reynolds. Actor ocasional, hizo aparición en dos películas y en un capítulo de la serie "House" (Tercera temporada, episodio 15: "Medio lelo"). Actualmente se encuentra participando en la filmación de tres películas más.

## Su juventud
Dave nació en el seno de una familia con cuatro hijos: tuvo dos hermanas (Anne, mayor, y Jane, que era menor que él) y un hermano (Peter). Cuando David tenía dos años, su familia emigra hacia Yorktown Heights, en el condado de Westchester, Nueva York, lugar donde su padre, físico de profesión, comenzó a trabajar para IBM. Luego, en los comienzos de los 70, comenzaron su vida en Cambridge, Inglaterra, para posteriormente retornar a Nueva York, lugar donde su padre muere en 1977. La familia regresa a Sudáfrica en 1980. Fue su padre quien lo animó a tomar lecciones de piano en su infancia, antes de que tomara una guitarra a los nueve años de edad. Anne, la hermana de Dave, falleció en 1994 cuando su marido la mató, para posteriormente suicidarse. El álbum nominado para el Grammy "Under The Table and Dreaming" está dedicado a ella. Después de su graduación en el St. Stithians College (escuela preparatoria), se enfrentó a una citación del Gobierno sudafricano para alistarse en el servicio militar obligatorio. Proveniente de una devota familia de cuáqueros, el servicio militar no era una opción.
Aunque pasó parte del tiempo siguiente en Sudáfrica y Ámsterdam, fue en Charlottesville, Virginia, donde comenzó a formar parte de la comunidad local de músicos. Persiguiendo varios intereses, Matthews actuó en varias producciones locales. Mientras se entusiasmó por la música, se convirtió en barman de un local llamado Miller's, donde se sintió intimidado por la calidad de los músicos que se presentaban, por lo que prefirió mantenerse lejos de las interpretaciones en público. Pero la estrella local (y futuro colaborador) Tim Reynolds finalmente consiguió que Matthews se uniera a él en el escenario una noche, y Dave paralizó a la audiencia con su actuación. Este hecho condujo a su primera gira musical a nivel profesional con Miki Liszt Dance Company, en un espectáculo de danzas modernas en el cual él interpretaba la canción Sensitive Feelings, compuesta por John D'Earth y Dawn Thompson. En 1990 comenzó a abrazar la idea de formar su propia banda.

## Formación de DMB
Matthews había pensado primero en la posibilidad de que alguien más cantase sus canciones, pero luego tomó la decisión de ser él mismo quien las interpretase. Sin embargo, antes de escribir sus primeras canciones, incluidas "The Song that Jane Likes" y "Recently", comenzó a considerar la posibilidad de formar su propia banda. Así fue como en los comienzos del año 1991, mientras trabajaba aún como barman, formó la Dave Matthews Band, cuyos integrantes eran Boyd Tinsley, LeRoi Moore, Carter Beauford, Stefan Lessard y Peter Griesar, músicos que continúan formando parte de la banda, exceptuando a Griesar, quien abandonó el grupo poco tiempo después de su formación, y LeRoi Moore, que murió tras padecer complicaciones en un accidente automovilístico el 19 de agosto de 2008. La primera presentación de la banda fue el 22 de abril de 1991, en el Medey Park, Charlottesville, VA, en ocasión del Festival del Día de La Tierra (Earth's Day).

## Otros emprendimientos
A fines de los 90, Dave Matthews participó como invitado en dos conciertos de los Rolling Stones. Ayudó a Coran Capshaw, mánager de DMB, a fundar la discográfica ATO Records en el año 2000, empresa en la cual aún permanece como directivo. En el año 2003 participó poniendo su voz en el tema “Sing Along”, perteneciente al disco The Complex, segundo álbum de la banda Blue Man Group. Ese mismo año lanzaría su primer álbum solista, Some Devil, el cual alcanzó el disco de platino por sus ventas; su primer corte, “Gravedigger”, ganó un premio Grammy en el año 2004. Para presentar dicho disco, el músico realizó una gira con un grupo de músicos (muchos de ellos participaron en la grabación del disco) bajo el nombre de Dave Matthews & Friends. Este proyecto alterno de Matthews se mantiene activo cuando su banda, DMB, permanece inactiva.
La amistad que lo une con Béla Fleck lo llevó a aparecer como voz invitada en el álbum Left Of Cool de Bela Fleck and the Flecktones, lanzado en el año 1998. Fleck y Victor Wooten, bajista de los Flecktones, hicieron numerosas apariciones en vivo y en estudio con DMB. Además los Flecktones abrieron los conciertos de DMB en varias giras. Asimismo, Dave Matthews emprende giras de vez en cuando junto a su amigo Tim Reynolds, tocando canciones de ambos en compañía de sus guitarras.
Desde 2001, Matthews ha sido uno de los directores del “Farm Aid”, evento solidario que se realiza para obtener ayuda y recursos para familias granjeras estadounidenses. El cantante posee 1340 acres de tierras en una granja llamada Maple Hill, cerca de Scottsville, Virginia, donde cosecha vegetales orgánicos, flores y hierbas por medio de un programa comunitario de agricultura. Cerca de la granja, Matthews mantiene los cuatro acres que ocupa el viñedo Blenheim.
Como actor interpretó el personaje de Will Coleman en la adaptación de la novela “Where the Red Fern Grows”, en el año 2003. En el año 2005 interpretó el rol de Otis, el primo tímido y vergonzoso del dueño de una tienda de mascotas que él se encarga de cuidar, en la película “Because of Winn-Dixie”, basada en la novela homónima. Participa también en “Lake City”, con fecha de lanzamiento en el año 2007, “The Other Side”, con fecha de lanzamiento en el mismo año y en “ItW” con fecha de estreno esperada para el año 2008. 
También participó en el episodio 15 de la tercera temporada de la serie del canal FOX llamada "House M.D.", capítulo que salió al aire el 6 de marzo de 2007. Su papel era el de un pianista llamado Patrick Obyedkov, que por una operación en el cerebro pierde sus habilidades como músico.

## Discografía
Véase Discografía de Dave Matthews Band para sus trabajos con este grupo.
Como solista

### Álbumes de estudio
- Some Devil (2003)
- Imagine We Were (2005) – como Tribe of Heaven; grabado originalmente en 1989

### Álbumes en vivo
- Live at Luther College (1999) – con Tim Reynolds
- Live at Red Rocks 8.15.95 (1997) [Multi-disk set]
- The Central Park Concert (2003) [Multi-disk set]
- Live at Radio City (2007) – con Tim Reynolds
- Live in Las Vegas (2010) – con Tim Reynolds

### Sencillos
| 2003                                     | "Gravedigger" | 35 | 35 | —  | Some Devil         |
| 2003                                     | "Save Me"     | —  | 26 | —  | Some Devil         |
| 2004                                     | "Oh"          | —  | —  | —  | Some Devil         |
| 2007                                     | "Eh Hee"      | —  | —  | 73 | Live at Radio City |
| "—" versión que no llegó a ninguna lista |               |    |    |    |                    |

### Colaboraciones
- "Eleanor" (1994), para Shannon Worrell incluido en el álbum Three Wishes
- "Communication" and "Trouble and Strife" (1998), off the Béla Fleck and the Flecktones incluido en el álbum Left of Cool
- "Love Of My Life" (1999), para Santana incluido en el álbum Supernatural
- "My Antonia" (2000) para Emmylou Harris incluido en el álbum Red Dirt Girl
- "For You" (con Johnny Cash, 2002) incluido en la banda sonora de We Were Soldiers
- "Iwoya" (2002) para Angélique Kidjo incluido en el álbum Black Ivory Soul
- "Joyful Girl" (2002) para Soulive incluido en el álbum Next
- "Sing Along" (2003) para Blue Man Group incluido en el álbum The Complex
- "Love Is The Only Way" (2006) para Robert Randolph and the Family Band incluido en el álbum Colorblind
- "Work It Out" producido por DJ Nu-Mark (2006) para Jurassic 5 incluido en el álbum Feedback
- "Tremendous Brunettes" (2007) para Mike Doughty incluido en el álbum Haughty Melodic
- "Fat Man in the Bathtub" (2008) para Little Feat incluido en el álbum Little Feat & Friends: Join The Band
- "I'm Alive" (2008) para Kenny Chesney incluido en el álbum Lucky Old Sun
- "Mamma Boulet" (2008) para David Grant incluido en el álbum Bubbalon by Bass
- "Caveman" & "Road" (2009) para Danny Barnes incluido en el álbum Pizza Box
- "Tomorrow Never Knows" (2010), para Herbie Hancock incluido en el álbum The Imagine Project
- "You Should Know Me", "Oh, Bangladesh" & "And He Slayed Her" (2010) para Liz Phair incluido en el álbum Funstyle
- "All the Same"(2011) para Vieux Farka Touré incluido en el álbum The Secret
- "A Pirate Looks at Forty" (2012) con Jack Johnson y Tim Reynolds, incluido en el álbum en vivo Jack Johnson and Friends – Best of Kokua Festival
- "Walk of Shame" (2012) para Jimmy Fallon, incluido en el álbum Blow Your Pants Off
- "Take Me to Tomorrow" (2013) para John Denver incluido en el álbum tributo The Music Is You: A Tribute To John Denver
- "Forsaken Savior" (2013) para Gov't Mule incluido en el álbum Shout!